# 伊曼紐·艾拉
伊曼紐·艾拉（義大利語：Emanuela Botto），義大利女主持人和網路紅人，憑藉姣好身材及曝露的穿著在電視直播時段販售商品而聞名。

## 生平
伊曼紐·艾拉出生於義大利。憑藉姣好身材在直播電視購物時段24頻道上擔任主持人而在網上聞名，曝露的穿著甚至會在直播中走光。販售物品包括珠寶、服飾、生活用品，本人也會身兼服飾模特兒。除了義大利小有名氣外，她的知名度甚至傳到了英語國家。除了主持人外，艾拉也在Instagram成為時常分享火辣照片的名人。
2016年，艾拉在熱拿亞涉入與珠寶大商德安納（D’Anna）家族合夥在亞洲國家購買低價珠寶，然後透過電話購物在義大利轉售，假裝是超值交易，而受到義大利當局調查並一度被捕。

## 外部連結
- 伊曼紐·艾拉的Instagram帳戶